# (7834) 1993 JL
1993 جاي أل (ويعرف أيضًا باسم (7834) 1993 جاي أل وفق تسمية الكوكب الصغير) (بالإنجليزية: 1993 JL)‏ هو كويكب ضمن حزام الكويكبات؛ وترتيبه 7834 من حيث الاكتشاف.
اكتُشف هذا الجُرم الفلكي بواسطة هيروشي كانيدا في 14 مايو 1993.

## وصلات خارجية
- (7834) 1993 JL في قاعدة بيانات مختبر الدفع النفاث لأجرام النظام الشمسي الصغيرة

- الاكتشاف · مخطط المدار ·  العناصر المدارية · المعلمات المادية

- (7834) 1993 JL على موقع ويكي سكاي: DSS2, SDSS, GALEX, IRAS, Hydrogen α, X-Ray, Astrophoto, Sky Map, Articles and images